# Arnold Gingrich
Arnold Gingrich (5. prosince, 1903 – 9. července, 1976) byl zakladatel (spolu s Davidem Smartem) a editor časopisu Esquire. Časopis založil v roce 1933 a až do roku 1961 v něm pracoval jako editor.
Název časopisu Esquire byl zvolen poté, co Gingrich obdržel dopis, na kterém byl adresát "Arnold Gingrich, Esq." Esq. se používá pro britský titul nižší šlechty (ze středověkého squire), postupně rozšiřovaný, až po roce 1900 jej užívají muži s jakýmkoli společenským postavením. Zkratka Esq. se píše za jménem. Časopis vytvořil šablonu pro další pánské časopisy, například variaci Playboy.
Gingrich pracoval jako editor časopisu Coronet, do kterého přispíval americký fotograf maďarského původu André Kertész. Ten však s magazínem ukončil spolupráci poté, když speciální vydání v roce 1939 toho časopisu obsahovalo výběr Nejvíce pamětihodné fotografie Coronetu a žádná z nich nebyla jeho.
Gingrich byl vášnivý rybář a velmi přispěl k rozvoji sportovní literatury.
Zemřel v roce 1976 ve Westwoodu v New Jersey.